# یو شیانگ
یو شیانگ (انگلیسی: Yu Xiang؛ زادهٔ ۹ آوریل ۱۹۶۲) بازیکن واترپلو اهل چین بود. وی در بازی‌های المپیک تابستانی ۱۹۸۸ شرکت کرده‌است.